# Berliner Zoll- und Akzisemauer
Die Berliner Zoll- und Akzisemauer war die Stadtmauer Berlins ab dem 18. bis zur Mitte des 19. Jahrhunderts. Sie ersetzte die mittelalterliche Berliner Stadtmauer und die spätere Festung Berlin. Die Zoll- und Akzisemauer umfasste etwa das Siebenfache der durch Festungsanlagen umschlossenen Fläche der alten Residenzstadt.

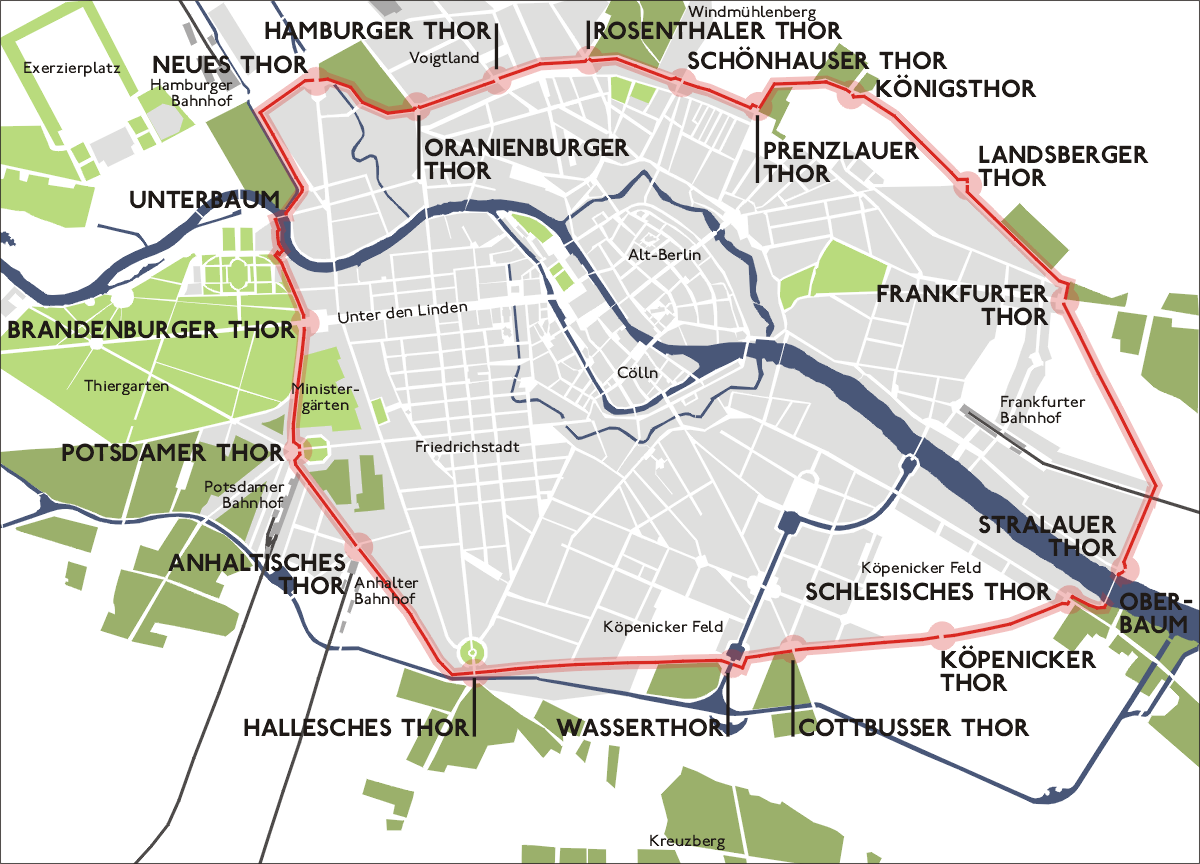
Die Berliner Akzisemauer um 1855

Im Unterschied zu ihren Vorgängern hatte die Akzisemauer keine militärische Bedeutung, sondern diente hauptsächlich der Überwachung des Handels: An den 18 Zolltoren wurden die Akzisen, die damaligen direkten Verbrauchssteuern auf eingeführte Waren, erhoben. Die Benennung der Tore erfolgte meist nach der von hier erreichbaren nächsten bedeutenden Stadt. Die Mauer hatte sowohl den Warenschmuggel als auch die Desertion von Soldaten der Berliner Garnison zu verhindern. Der gesamte Verkehr aus und in die Stadt wurde kontrolliert. So durften Juden die Stadt im Norden nur durch das Rosenthaler Tor (ab 1750 durch das Prenzlauer Tor) und im Süden nur durch das Hallesche Tor betreten und mussten sich dort registrieren lassen.

## Bau der Akzisemauer

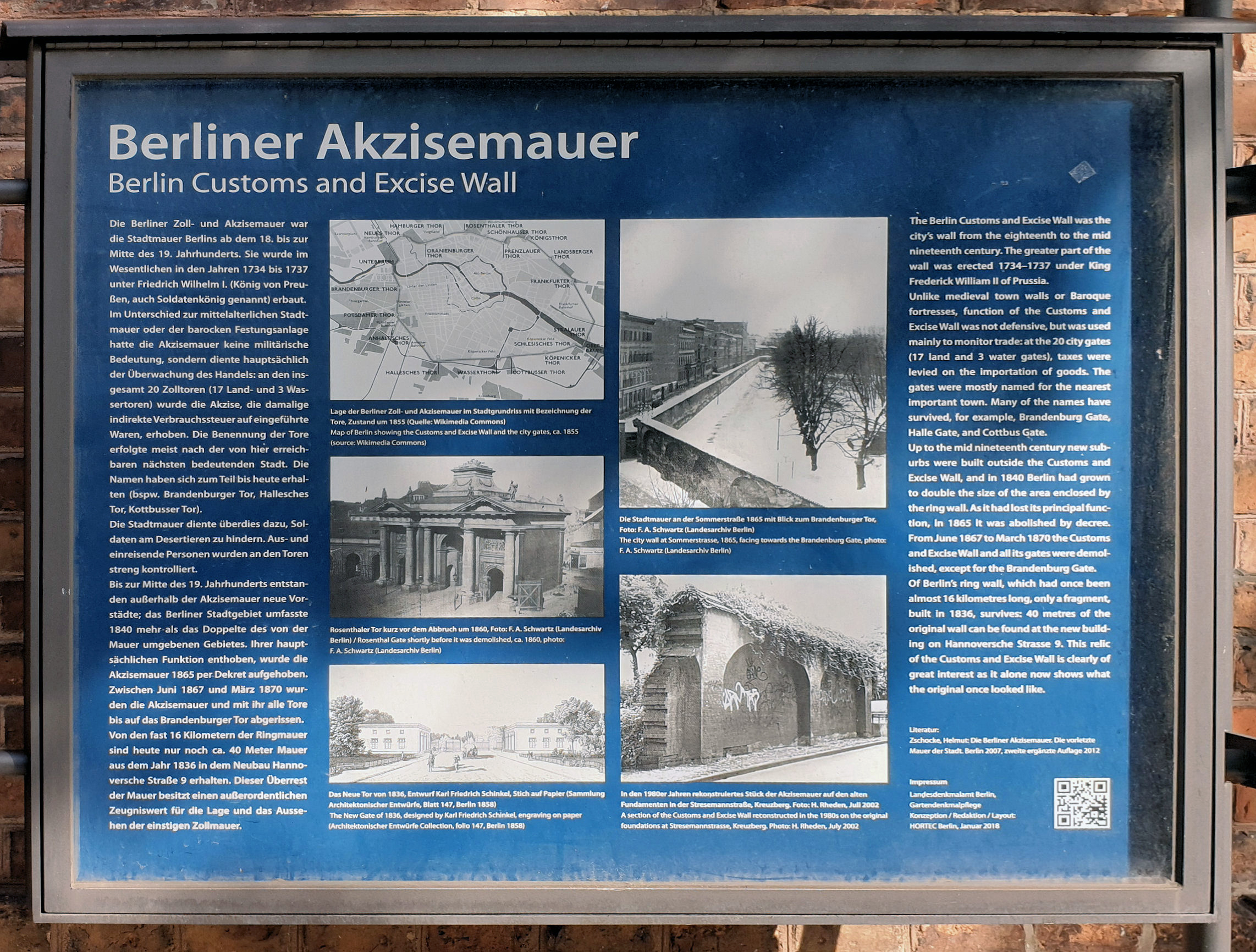
Gedenktafel, Hannoversche Straße 9, in Berlin-Mitte

Die Akzisemauer wurde im Wesentlichen von 1734 bis 1737 unter Friedrich Wilhelm I. (König in Preußen, auch Soldatenkönig genannt) erbaut. Sie bezog die bereits 1705 errichtete sogenannte Linie, eine Umwehrung aus Palisaden nördlich der Stadt, deren Verlauf noch heute an der Linienstraße in Berlin-Mitte zu erkennen ist, ein. Ebenso erinnert die Friedrichshainer Palisadenstraße mit ihrem Namen an den damaligen Verlauf der Akzisemauer. Die Zollmauer bestand überwiegend aus Holzpalisaden und war nur zum Teil gemauert. Sie wurde mit 14 Stadttoren versehen, die meist nach einer Stadt benannt waren, die in der Richtung des Tores lag.
Wie an den Stadttoren fanden auch an den Stellen, an denen die Spree den Verlauf der Akzisemauer kreuzte, Zollkontrollen statt. Dies wurde mit Hilfe von im Wasser schwimmenden Holzbalken, dem Unter- beziehungsweise Oberbaum, bewerkstelligt, mit denen die Ein- und Ausfahrt für Schiffe gesperrt werden konnte. Die Akzisemauer umfasste zum Zeitpunkt ihrer Erbauung nicht nur Berlin inklusive seiner Vorstädte, sondern vor allem im Osten und Süden auch noch große Flächen unbebauten oder landwirtschaftlich genutzten Landes.

## Geschichte bis zum Abriss
Da Berlin weiter wuchs, wurden Teile der Akzisemauer in der ersten Hälfte des 19. Jahrhunderts mehrfach nach außen verschoben, und mit ihr wurden die Zolltore weitergerückt. Zwischen 1786 und 1802 wurden die hölzernen Teile durch eine steinerne Mauer ersetzt und die Akzisemauer insgesamt verstärkt und auf etwa vier Meter erhöht. Einige Stadttore wie das Brandenburger Tor erhielten dabei einen repräsentativen Neubau. In der Mitte des 19. Jahrhunderts entstanden vier weitere Stadttore, das Neue Tor (1832), das Anhalter Tor (1839/1840), das Köpenicker Tor am Lausitzer Platz (1842) und das Wassertor (1848).
Eben außerhalb der Stadtmauer entstanden mehrere noch heute existierende Friedhöfe, wie beispielsweise der Dorotheenstädtische Friedhof an der Chausseestraße, der Friedhof der St.-Georg-Gemeinde an der Straße Prenzlauer Berg, mehrere Friedhöfe an der Friedenstraße sowie die Friedhöfe vor dem Halleschen Tor.
Auch die ersten Bahnhöfe der im 19. Jahrhundert entstehenden Eisenbahn wurden rings um die Stadt meist außerhalb der Stadtmauer errichtet. Es handelte sich um Kopfbahnhöfe, die den Endbahnhof einer neu erbauten Eisenbahnlinie bildeten. So entstanden 1838 der Potsdamer Bahnhof direkt vor dem Potsdamer Tor, 1841 der Anhalter Bahnhof direkt vor dem zu diesem Zweck neu errichteten Anhalter Tor, 1842 der Stettiner Bahnhof (am heutigen S-Bahnhof Nordbahnhof) in der Nähe des Hamburger Tores und 1846 der Hamburger Bahnhof in der Nähe des Neuen Tores. Einzige Ausnahme war der Frankfurter Bahnhof (heute Ostbahnhof), der 1842 als Endpunkt der Berlin-Frankfurter Eisenbahn innerhalb der Akzisemauer gebaut wurde. Um diese Kopfbahnhöfe miteinander zu vernetzen, wurde 1851 die Verbindungsbahn gebaut, die allerdings nur dem Güter- und Militärverkehr diente und deren Strecke meist entlang der Akzisemauer führte. Auch die erste Berliner U-Bahn-Linie wurde zwischen 1896 und 1902 als Hochbahn entlang der später abgerissenen Akzisemauer in Kreuzberg gebaut.
Vor allem ab Mitte des 19. Jahrhunderts entstanden außerhalb der Akzisemauer neue Vorstädte, das Berliner Stadtgebiet umfasste 1840 mehr als das Doppelte des von der Mauer umgebenen Gebietes. Als Folge davon wurden an den Zufahrtsstraßen zu Berlin teilweise weit vor den Toren der Stadt sogenannte Akzise- oder Steuerhäuser errichtet, in denen nun der Zoll bezahlt werden musste. Das einzige heute noch erhaltene Akzisehaus befindet sich etwa einen halben Kilometer vom Schlesischen Tor entfernt auf der Lohmühleninsel im Landwehrkanal. Ihrer hauptsächlichen Funktion enthoben, wurde die Akzisemauer 1860 per Dekret aufgehoben. Am 1. Januar 1861 wurde das Stadtgebiet durch Eingemeindungen noch einmal nahezu verdoppelt, es wurde erstmals in 16 Stadtbezirke gegliedert. Zwischen 1867 und 1870 wurde die Akzisemauer und mit ihr fast alle Tore abgerissen.

## Reste nach dem Abriss

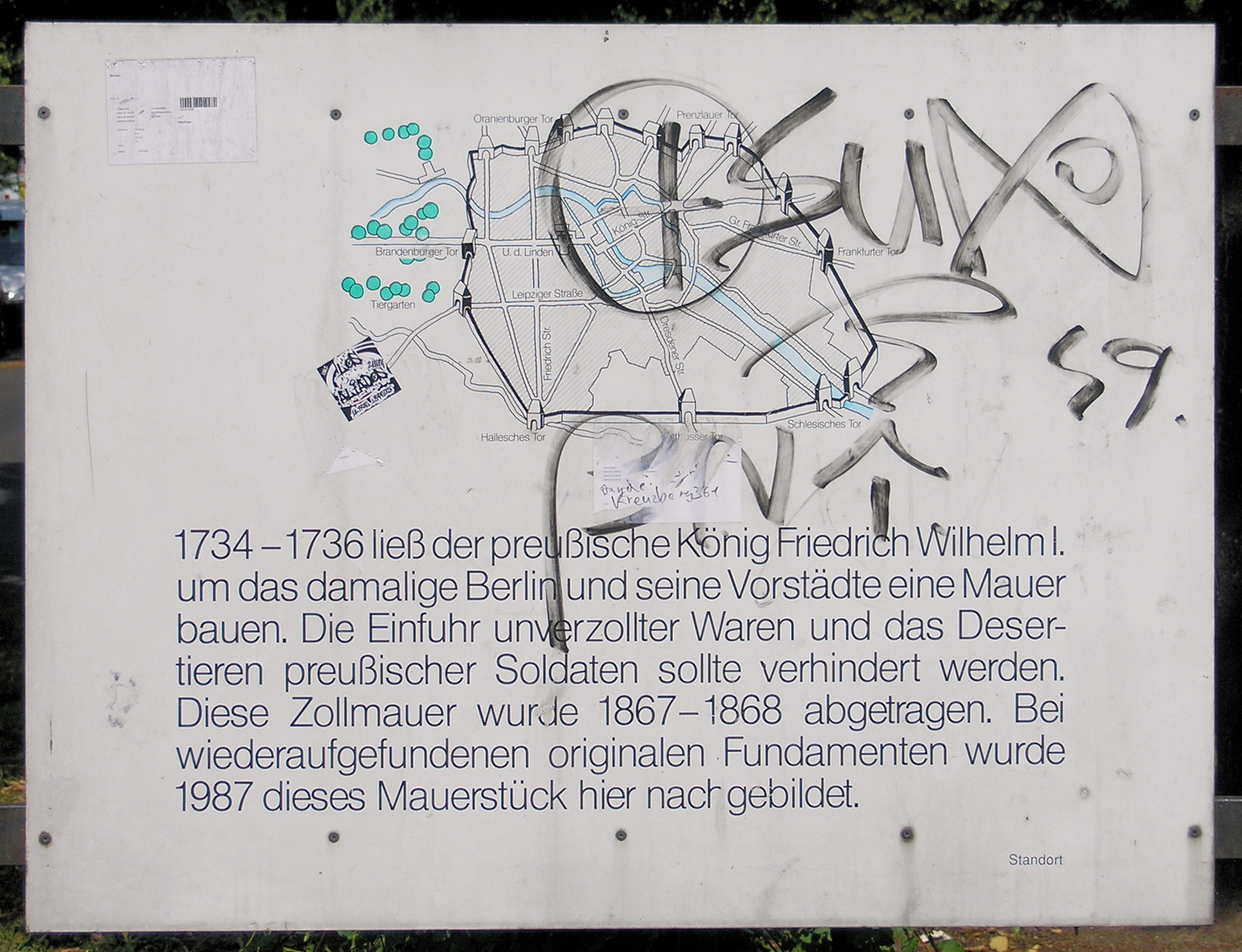
Gedenktafel an der Stresemannstraße, Höhe Hausnummer 64, in Berlin-Kreuzberg

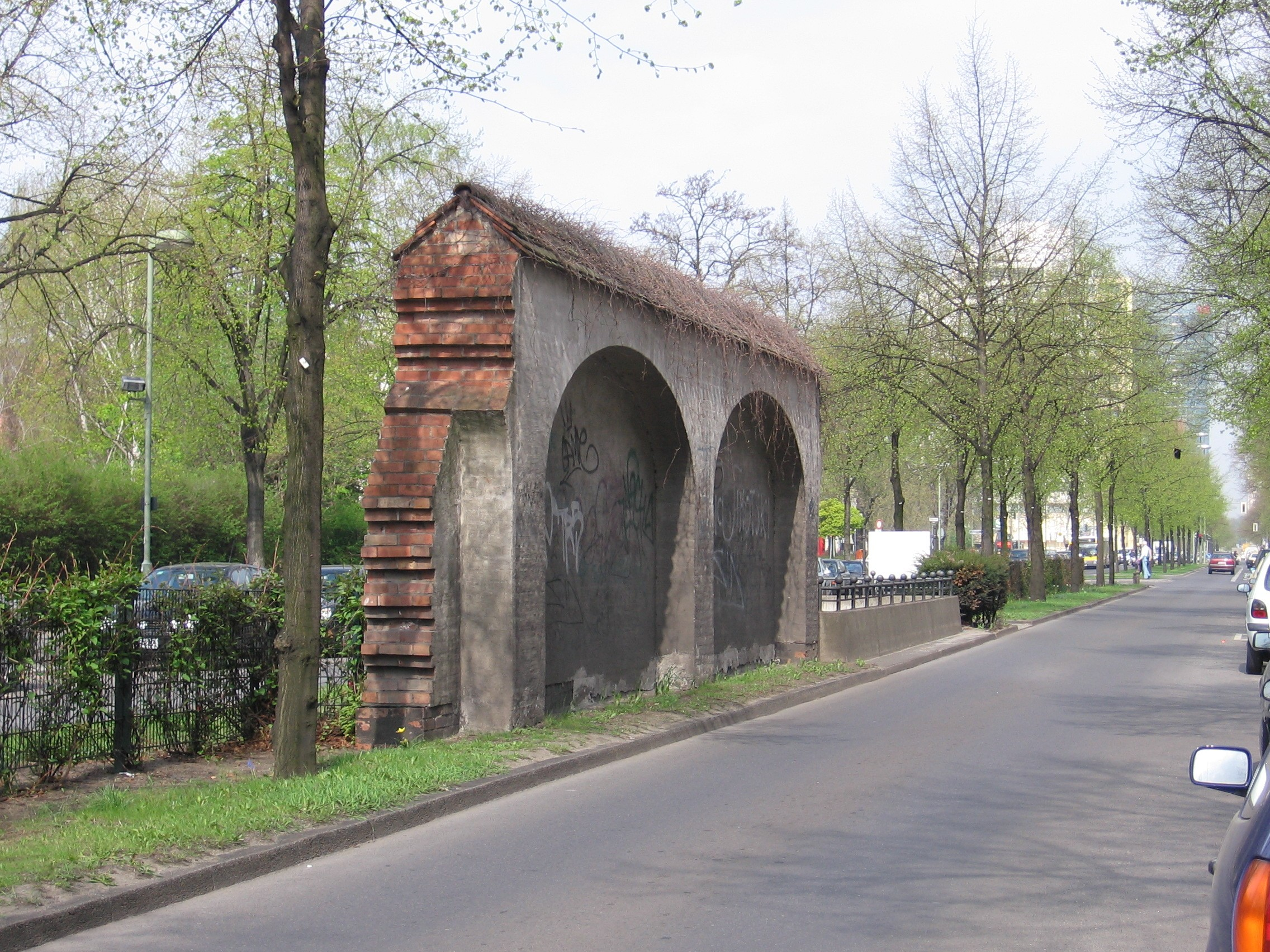
In den 1980er Jahren wieder aufgebautes Stück der Akzisemauer an der Stresemannstraße 66

Nach dem Abriss blieben nur das Brandenburger Tor, das Potsdamer Tor und das Neue Tor stehen. Nur das Brandenburger Tor existiert noch in seiner alten Form einschließlich der Nebengebäude zur Zollerhebung. Das zerstörte Neue Tor wurde nach dem Zweiten Weltkrieg abgetragen. Das Schinkelsche Neue Potsdamer Tor (zwischen Potsdamer Platz und Leipziger Platz) wurde ebenfalls im Krieg zerstört. Die Reste wurden beim Bau der Berliner Mauer 1961 abgetragen.
James Hobrecht lieferte im Auftrag des Berliner Polizeipräsidenten nach dem Abriss der Akzisemauer und einiger Tore eine Bauleitplanung für das gesamte Berliner Stadtgebiet, die in den folgenden Jahrzehnten schrittweise umgesetzt wurde (Hobrecht-Plan). Nach Erschließungsarbeiten setzte eine rege Bautätigkeit ein, große Wohnblöcke mit Vorderhaus, Seitenflügeln und Quergebäuden entstanden. Sie gelten als die ersten Mietskasernen.
Heute sind neben dem Brandenburger Tor noch Reste der Akzisemauer zu sehen. In der Hannoverschen Straße befindet sich ein unter Denkmalschutz stehendes Teilstück der Mauer, das in das Haus Nr. 9 eingebunden ist. In der Stresemannstraße wurde ein Teil der Fundamente der Akzisemauer ausgegraben und 1987 ein Teil der Mauer zu Anschauungszwecken wieder errichtet.

## Lage der Akzisemauer und Stadttore
Der Verlauf der Akzisemauer und insbesondere die Lage der Stadttore zum Zeitpunkt des Abrisses der Mauer sind noch heute an Benennungen vor allem von Plätzen erkennbar. Im Uhrzeigersinn hatte die Akzisemauer die folgenden 18 Stadttore und zwei flussseitige Zufahrten:
- Brandenburger Tor (Pariser Platz Ecke Unter den Linden) als einziges noch heute erhaltenes Stadttor.
- Unterbaum (dort, wo die Unterbaumstraße auf die Spree trifft).
- Neues Tor (Platz vor dem Neuen Tor).
- Oranienburger Tor (Torstraße Ecke Friedrichstraße): Die Kreuzung Linienstraße Ecke Oranienburger Straße markiert eine frühere Position des Tores. Die Torstraße wurde erst 1994 so benannt, allerdings trug ein Teil der Straße bereits im 19. Jahrhundert vorübergehend diesen Namen. Der kunstsinnige Albert Borsig – Sohn von August Borsig – erwarb nach dem Abriss des Tores den Torschmuck über den Fußgängerdurchgängen, der von Carl von Gontard geschaffen wurde und setzte sie auf die Ziegelpfeiler des Eingangstores seines 1866 erworbenen Gutes Groß Behnitz (seit 2015: „Landgut Stober“) in Groß Behnitz – einem Ortsteil von Nauen im Landkreis Havelland/Brandenburg.
- Hamburger Tor (Torstraße Ecke Kleine Hamburger Straße).
- Rosenthaler Tor (Torstraße Ecke Rosenthaler Straße am Rosenthaler Platz).
- Schönhauser Tor (Torstraße Ecke Schönhauser Allee).
- Prenzlauer Tor (Torstraße Ecke Prenzlauer Allee).
- Königstor (bis 1809: Bernauer Tor, Greifswalder Straße Ecke Am Friedrichshain): Das Tor erhielt seinen Namen, nachdem der preußische König Friedrich Wilhelm III. nach seiner Flucht nach Ostpreußen durch dieses Tor nach Berlin zurückgekehrt war.
- Landsberger Tor (Landsberger Allee Ecke Friedenstraße).
- Frankfurter Tor (deutlich westlich des heutigen gleichnamigen Platzes und U-Bahnhofs, etwa am U-Bahnhof Weberwiese).
- Stralauer Tor (zunächst: Mühlentor, Warschauer Straße/Stralauer Allee/Mühlenstraße).
- Oberbaum (Oberbaumbrücke).
- Schlesisches Tor (zunächst: Wendisches Tor, Skalitzer Straße/Schlesische Straße am U-Bahnhof Schlesisches Tor).
- Köpenicker Tor (Lausitzer Platz).
- Kottbusser Tor (Skalitzer Straße/Kottbusser Straße am U-Bahnhof Kottbusser Tor).
- Wassertor (Wassertorplatz): Das Tor entstand bei der Anlage des Luisenstädtischen Kanals an der Stelle, wo dieser die Stadtmauer durchfloss.
- Hallesches Tor (Hallesches Ufer Ecke Mehringplatz am U-Bahnhof Hallesches Tor).
- Anhalter Tor (Stresemannstraße/Anhalter Straße am S-Bahnhof Anhalter Bahnhof).
- Potsdamer Tor (Leipziger Platz Ecke Potsdamer Platz).

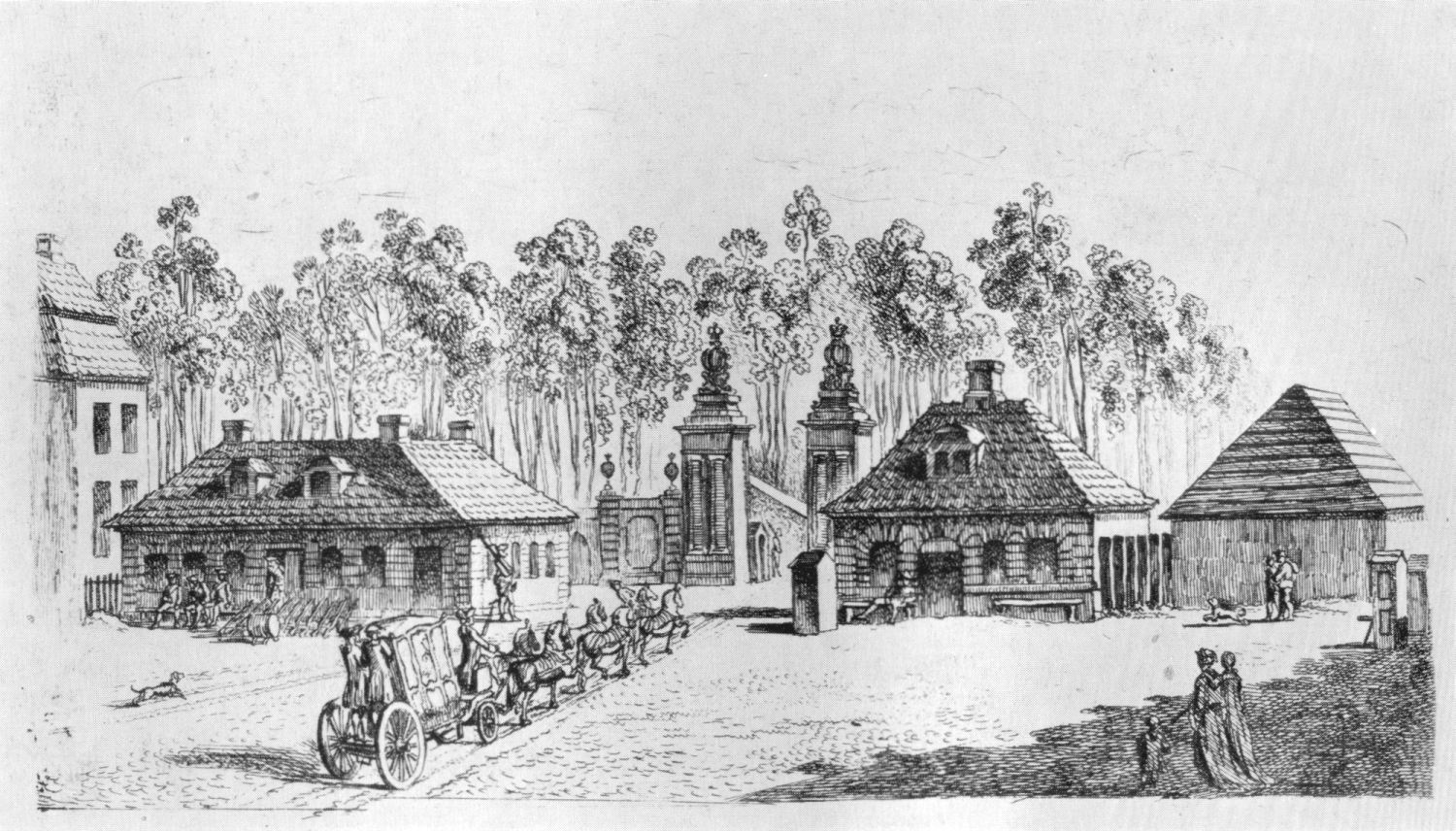
Brandenburger Tor, 1764, Blick nach Westen auf den Tiergarten
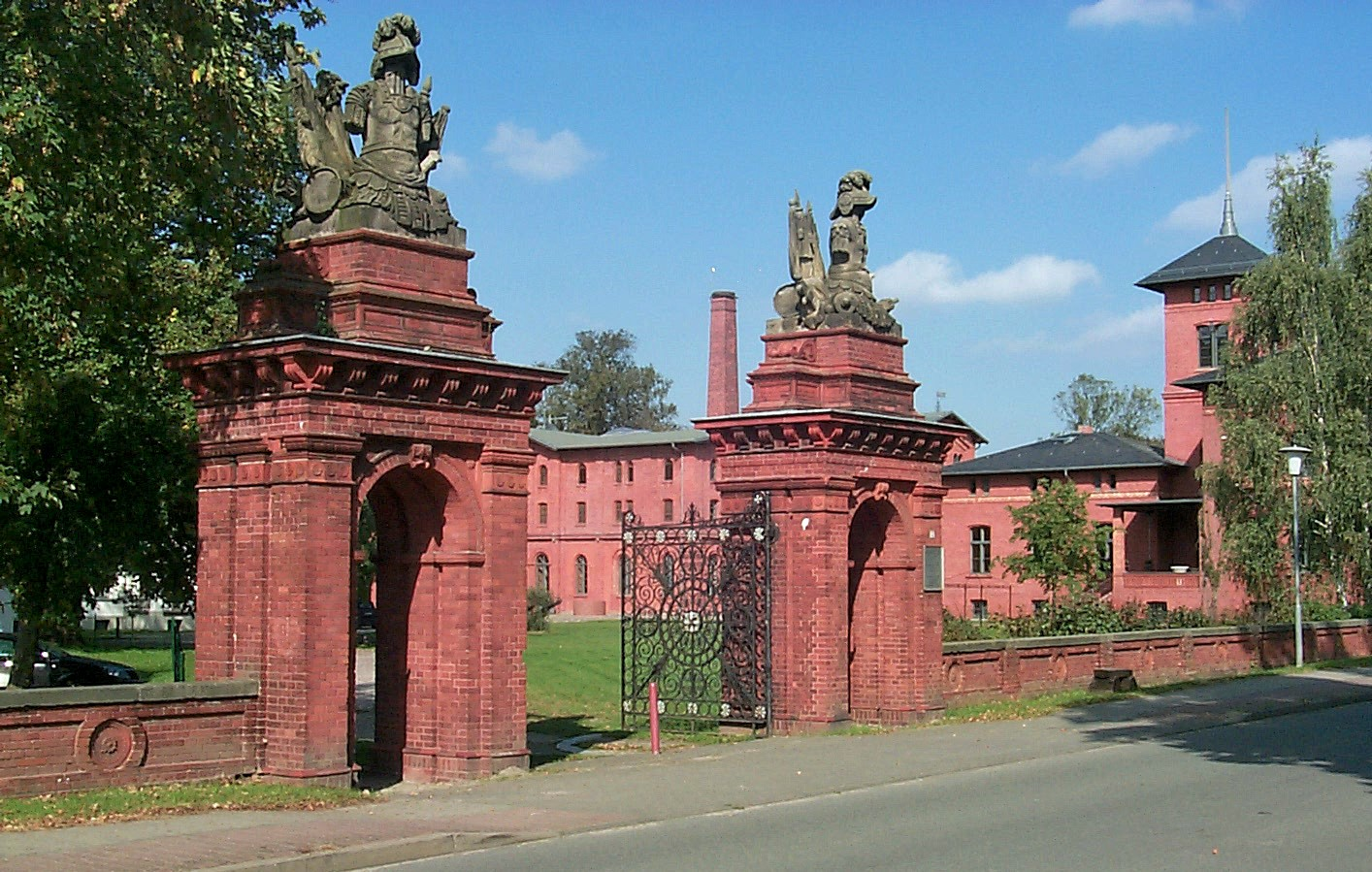
Eingangsportal zum restaurierten ehemaligen „Landgut Borsig“ mit den Skulpturen vom ehemaligen Oranienburger Tor
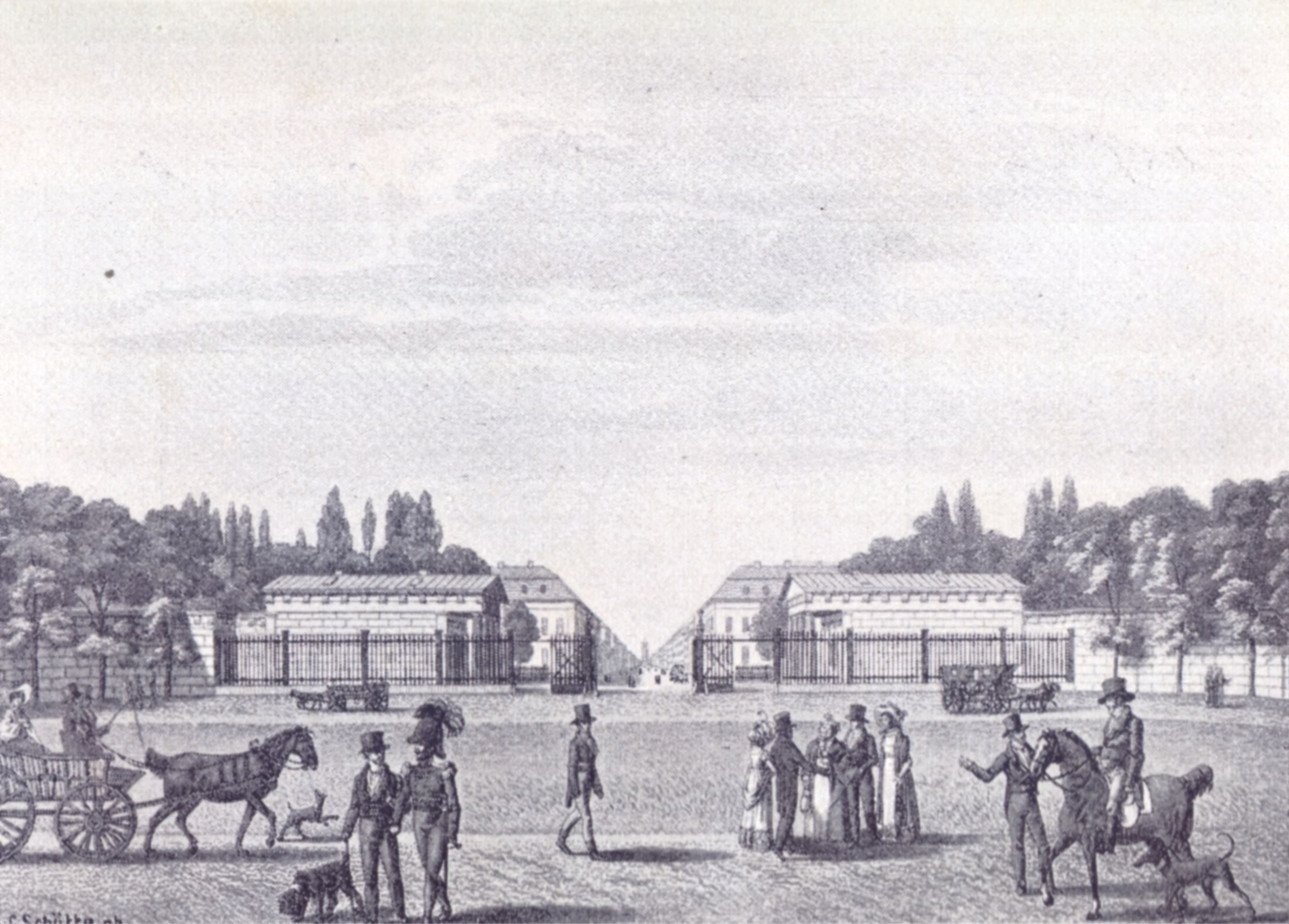
Leipziger/Potsdamer Tor, um 1800
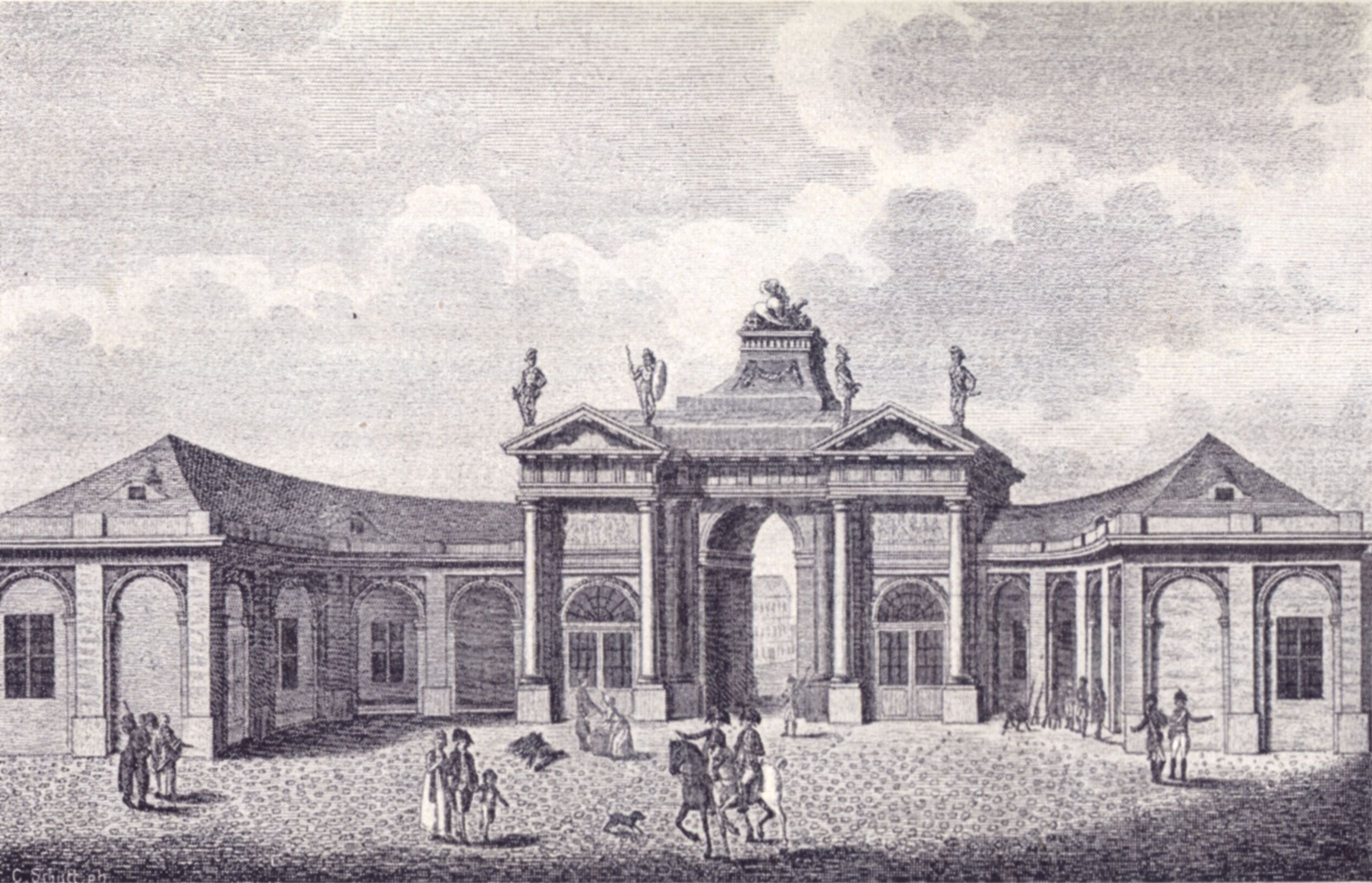
Rosenthaler Tor, um 1800
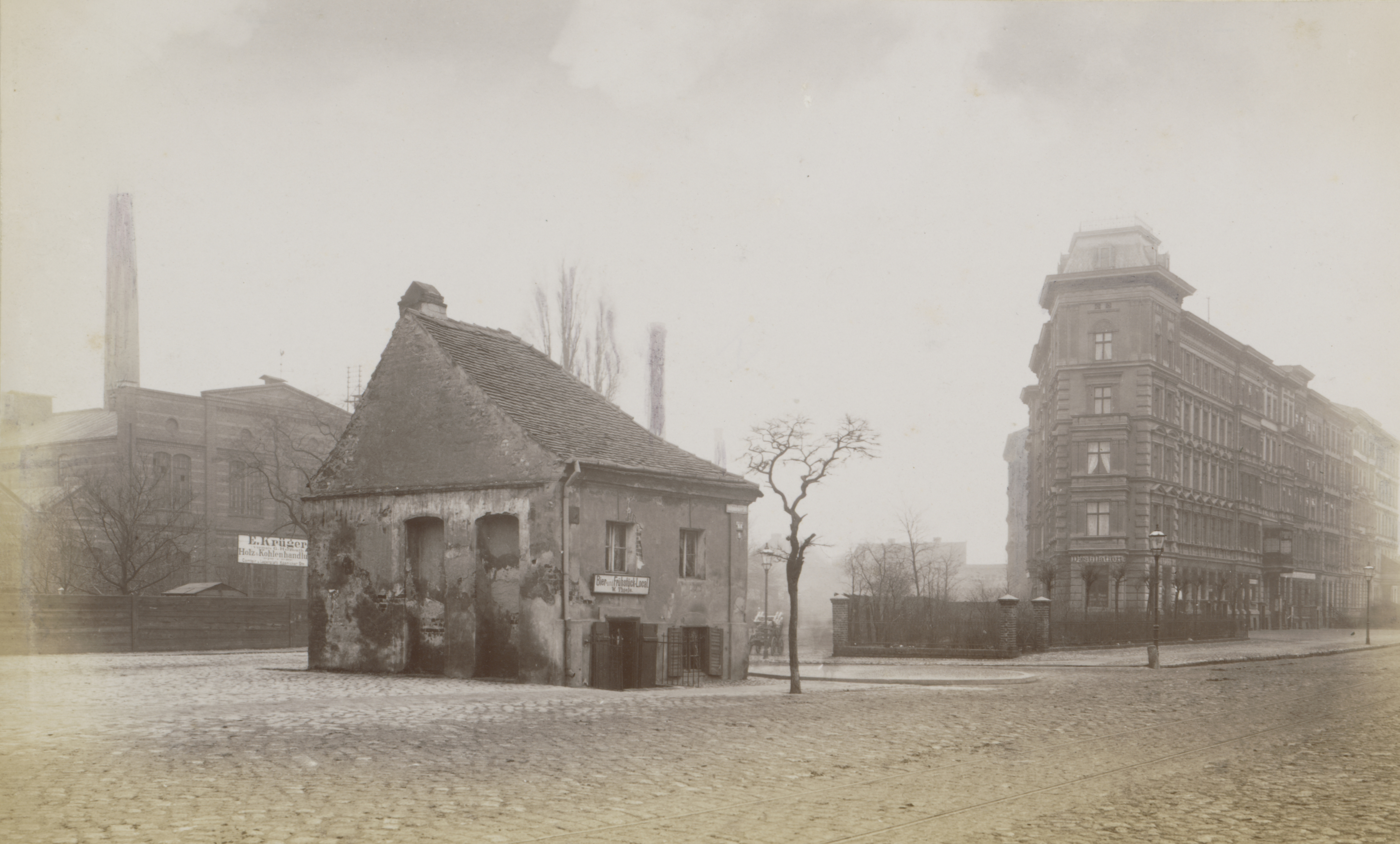
Ehemaliges Zollhäuschen vom Schlesischen Tor, um 1880
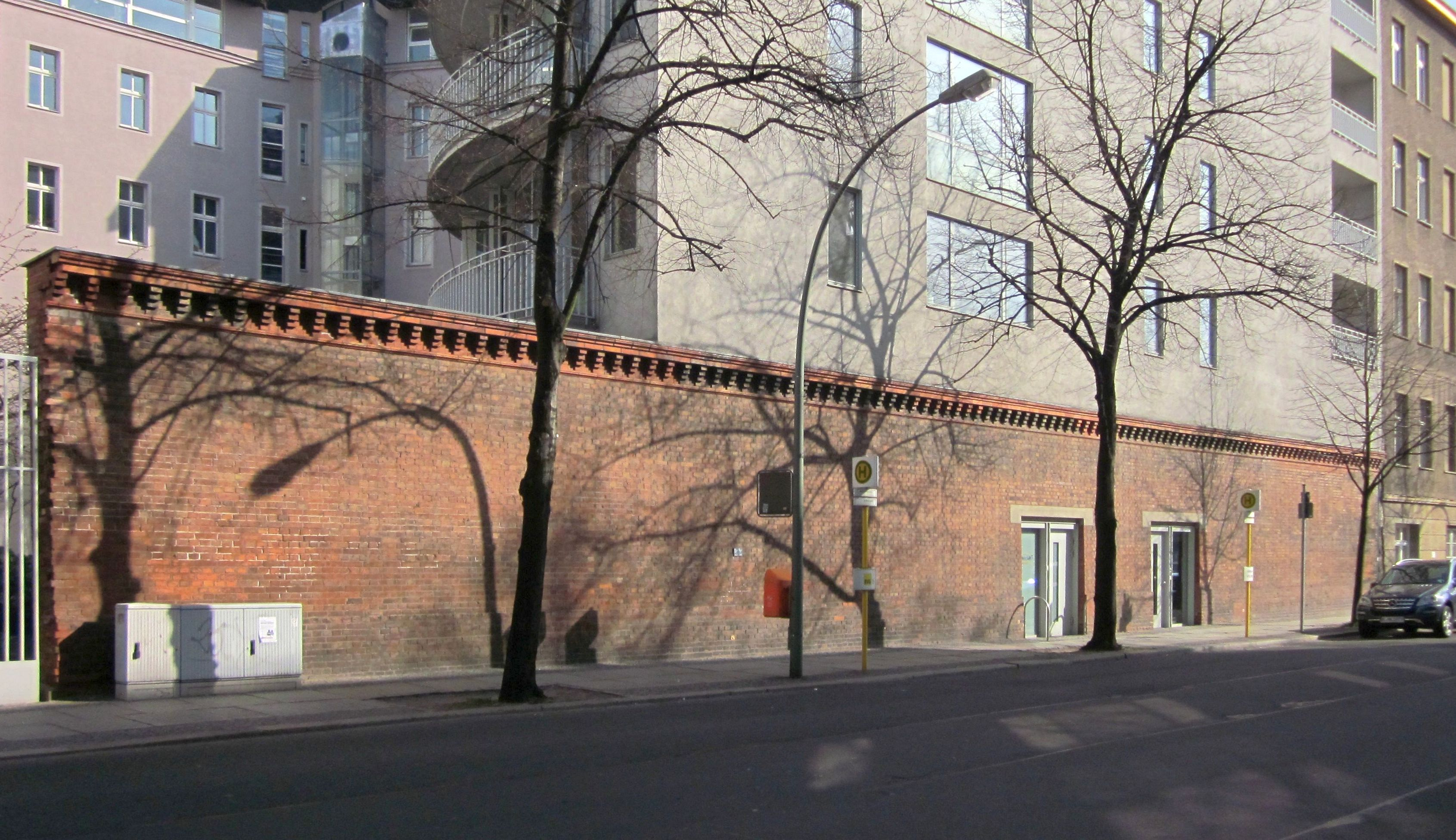
Berlin-Mitte, Hannoversche Straße 9, Reste der Akzisemauer

## Steuerhäuser
In der Nähe der Berliner Stadttore, zum Teil etwas vorgelagert, wurden ab 1860 zehn Steuerhäuser durch den Architekten Gustav Möller errichtet, um die Mahl- und Schlachtsteuer erheben zu können. Bereits 1856 entstanden nach dem Entwurf von Friedrich August Stüler am Charlottenburger Tor zwei Gebäude, die als Steuerhaus und als Chausseehaus fungierten.

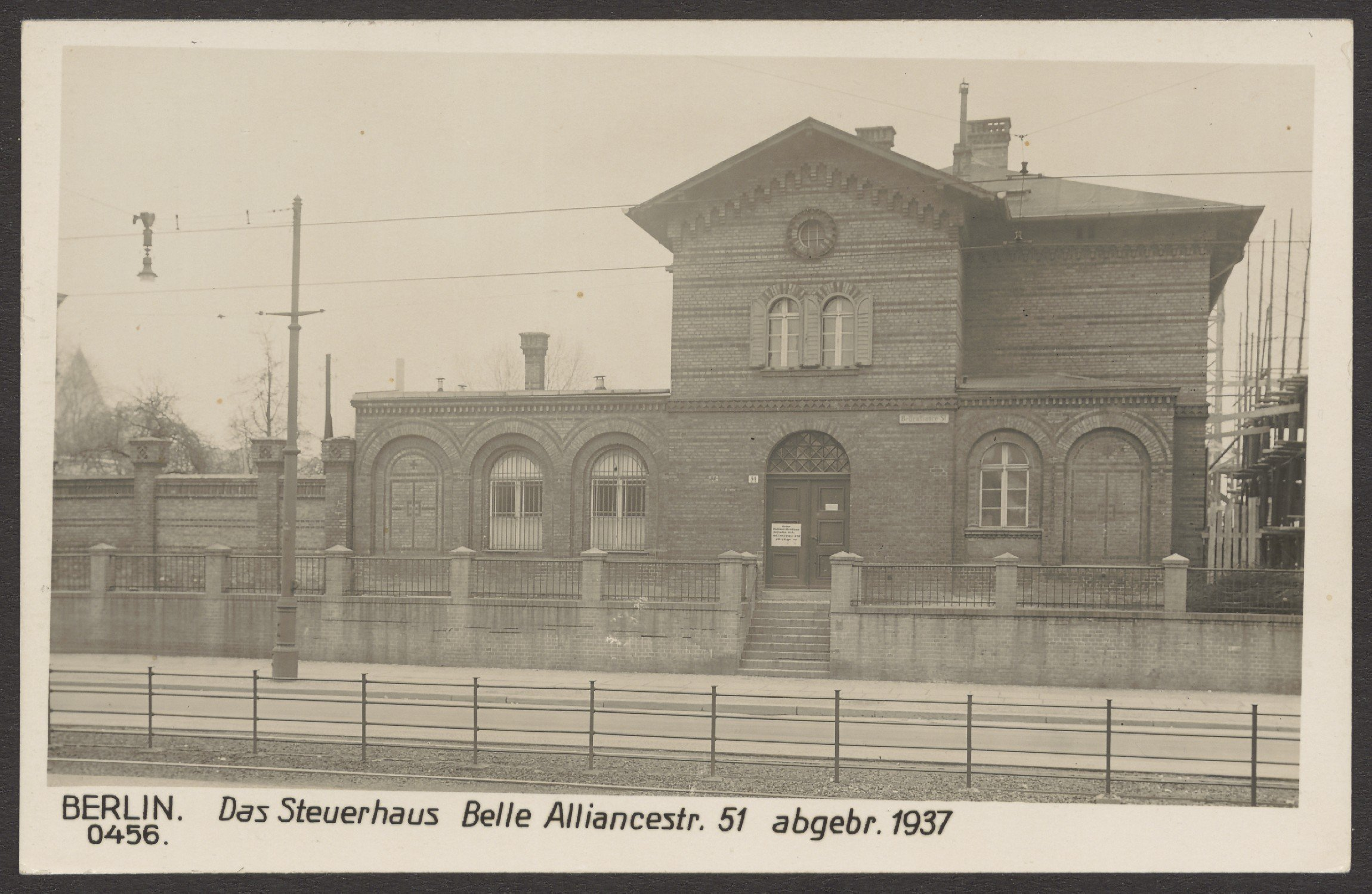
Steuerhaus vor dem Halleschen Tor an der Belle-Alliance-Straße (heute Mehringdamm)
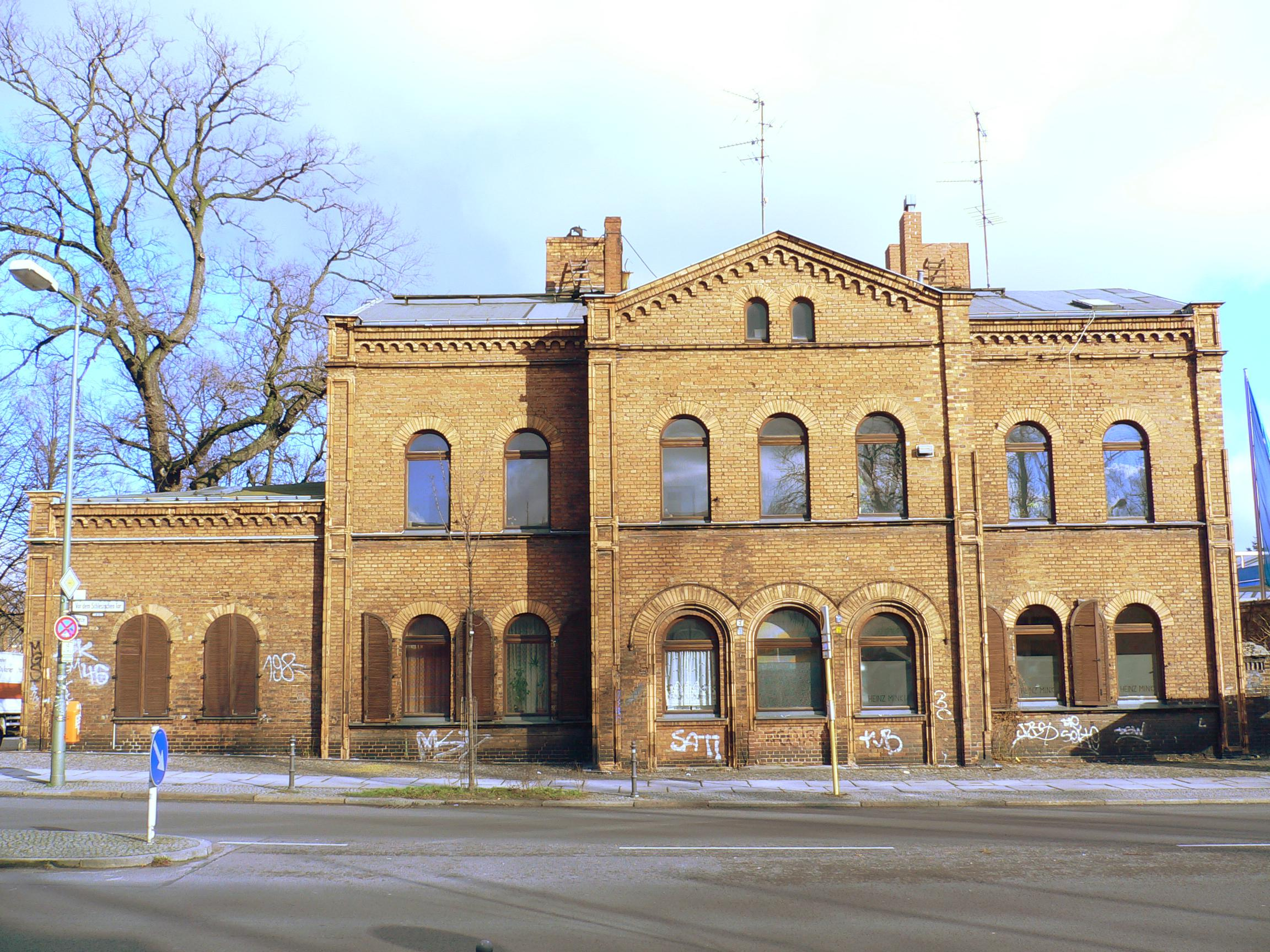
Steuerhaus vor dem Schlesischen Tor auf der Lohmühleninsel
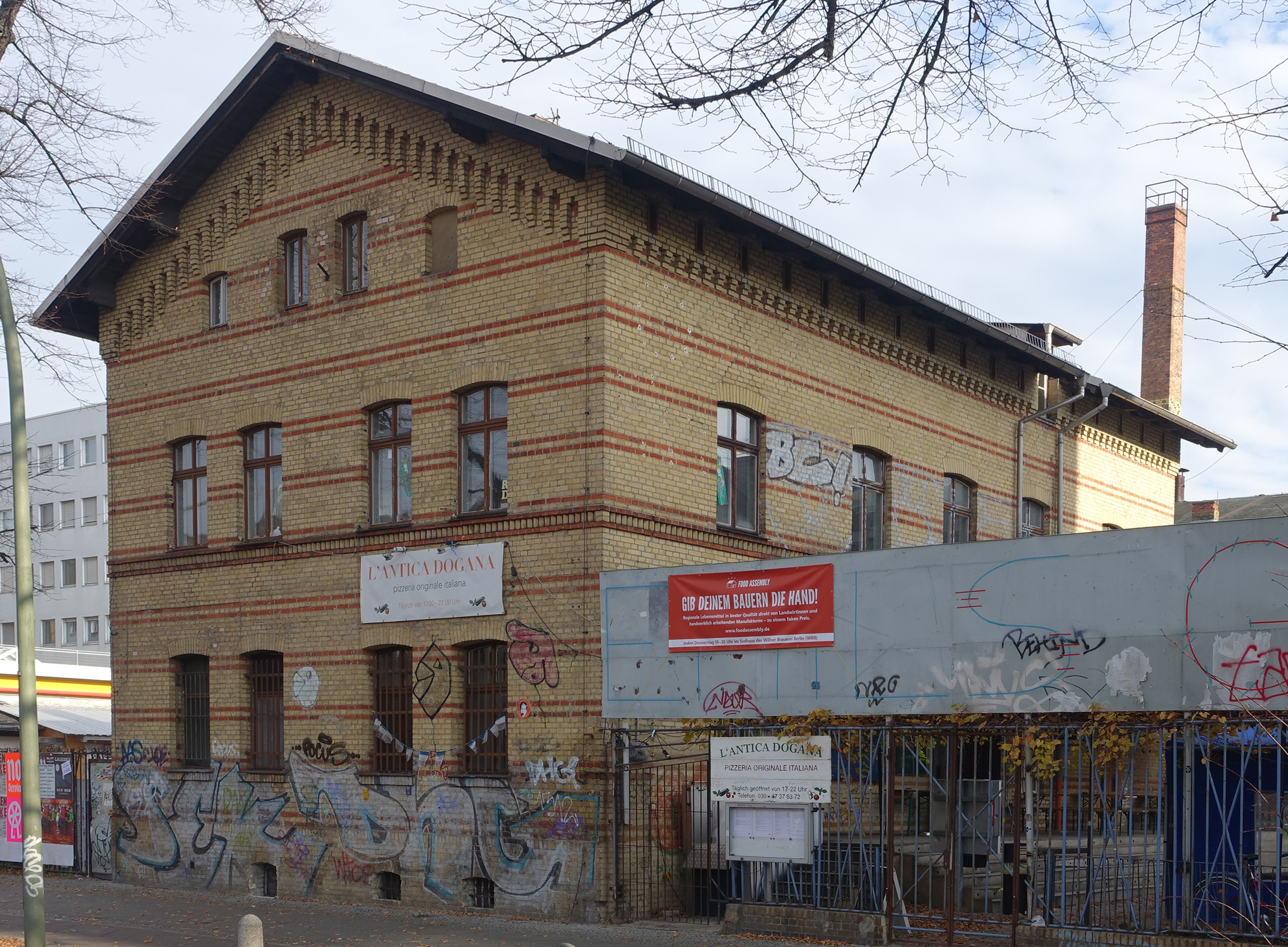
Steuerhaus in Pankow an der Berliner Straße
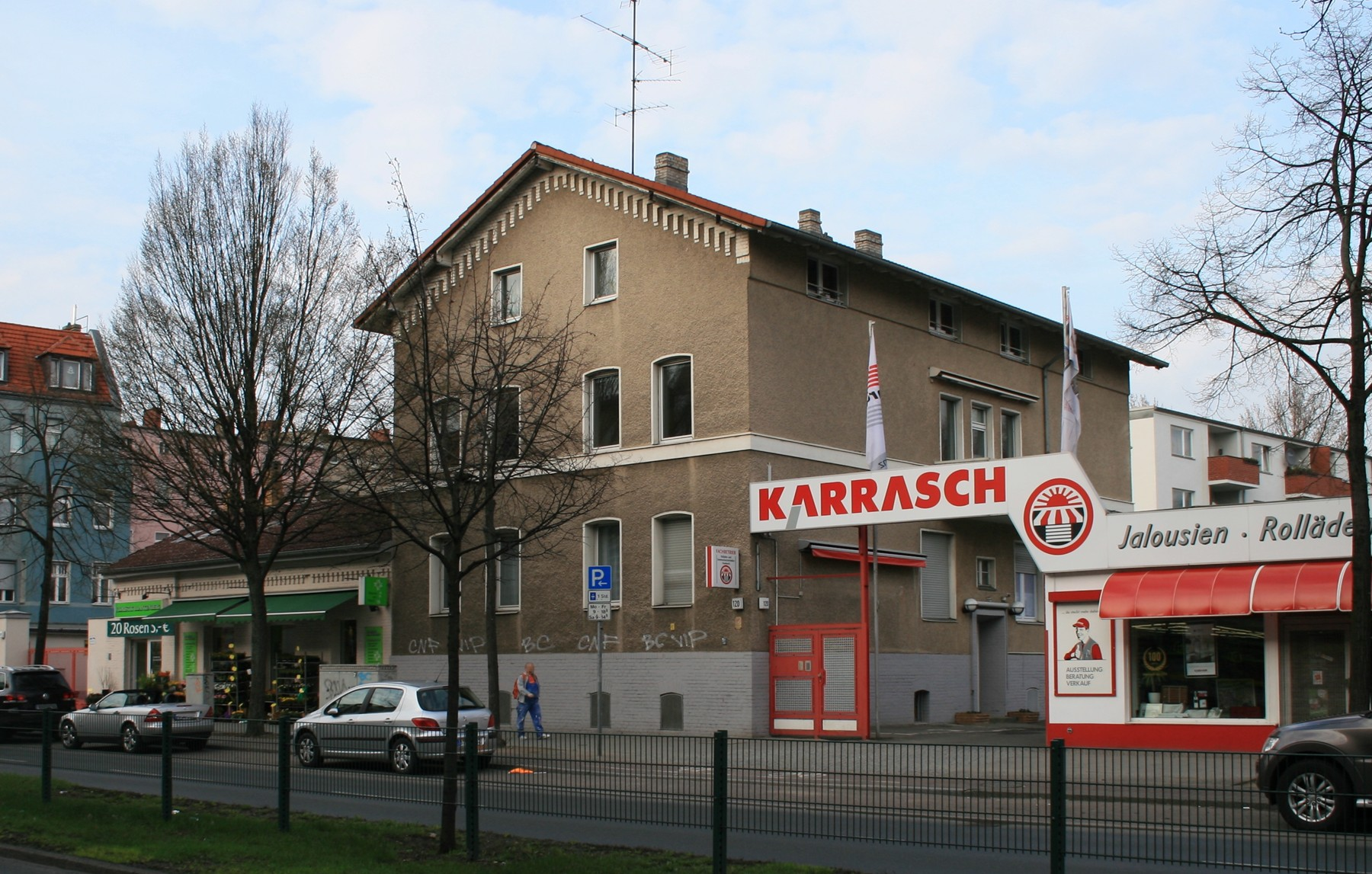
Steuerhaus in Reinickendorf an der Residenzstraße
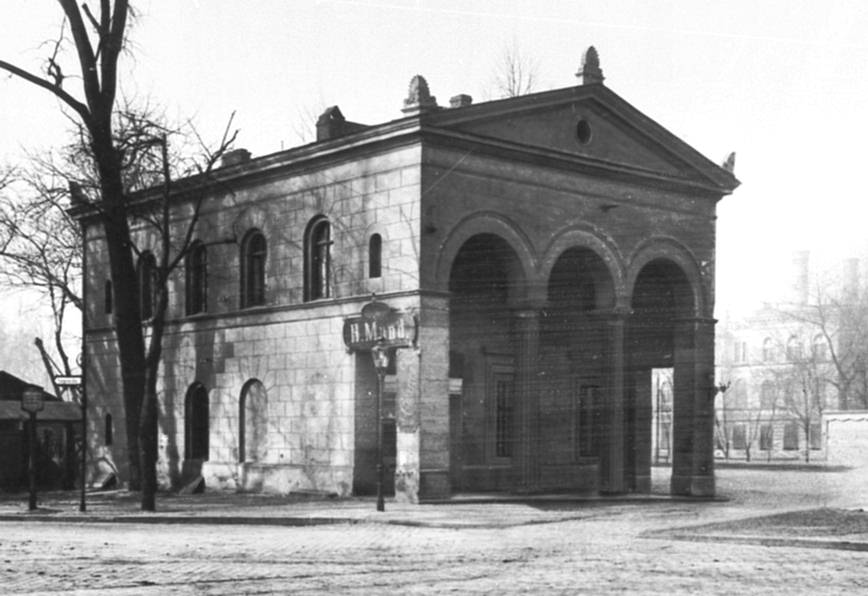
Südliches Steuerhaus am Charlottenburger Tor, um 1900

## Chausseehäuser
Noch weiter vorgelagert wurden im Verlauf der befestigten Chausseen ab 1800 Chausseehäuser in unterschiedlicher Trägerschaft errichtet. Sie hatten die Aufgabe, Chausseegelder zu erheben, mit denen der Unterhalt und Neubau der Chausseen finanziert werden sollten. Ein Beispiel hierfür ist das Chausseehaus am Bahnhof Marienfelde.

## Ähnliche Bauwerke in anderen Städten
Neben den oft festungsähnlichen Stadtmauern der Städte dienten vor dem Bau von Akzisemauern die vorgelagerten Landwehren der allgemeinen Transportkontrolle und Zollerhebung. Meist wurden diese nur mit einem Gebück verstärkt, teilweise sind jedoch auch Zäune oder Palisaden in Gebrauch gewesen wie etwa bei der Frankfurter Landwehr. Der Bau von Mauern an Zollgrenzen kam vor allem im preußischen Staat mit seinen umfassenden Landrekrutierungen auf, da diese Form der Verstärkung die Desertion von Soldaten erschwerte. Ähnliche Maueranlagen fanden sich daher mehrfach im Preußen des 18. und 19. Jahrhunderts. Die Zollmauer von Potsdam, einer Residenz der preußischen Könige, wurde ab 1733 errichtet und bestand bis 1869. Deren Reste sind in den noch erhaltenen Stadttoren wie Jägertor (1733), Nauener Tor (1733/1755) und Brandenburger Tor (1733/1777) zu erkennen. Das Brandenburger Tor von Potsdam ist dabei nicht mit dem gleichnamigen Tor von Berlin zu verwechseln.